# Janusz Kierzkowski
Pour les articles homonymes, voir Kierzkowski.
Janusz Kazimierz Kierzkowski né le 26 février 1947 à Borek (Gorzów) en Pologne, et mort le 19 août 2011,  est un coureur cycliste sur piste polonais, spécialisé dans le kilomètre contre-la-montre. Il fut notamment Champion du monde du kilomètre en 1973.

## Palmarès sur piste

### Jeux olympiques
- Mexico 1968
  -  Médaillé de bronze du kilomètre départ arrêté
- Munich 1972
  - 4e de la poursuite par équipes
- Montréal 1976
  - 4e du kilomètre

### Championnats du monde
- 1969
  -  Médaillé d'argent du kilomètre départ arrêté
- 1973
  -  Champion du monde du kilomètre départ arrêté
- 1974
  -  Médaillé de bronze du kilomètre départ arrêté
- 1975
  -  Médaillé de bronze du kilomètre départ arrêté

### Championnats de Pologne
- Champion de Pologne du kilomètre : 1967, 1968, 1969, 1970, 1971, 1972, 1973, 1974, 1976 et 1977 (2e en 1975)
- Champion de Pologne de vitesse : 1969 (2e en 1970 et 1971)
- Champion de Pologne de poursuite par équipes : 1967 et 1968 (3e en 1970 et 1975)